# Myotis albescens
Myotis albescens е вид бозайник от семейство Гладконоси прилепи (Vespertilionidae).

## Разпространение
Видът е разпространен в Аржентина, Боливия, Бразилия, Венецуела, Гватемала, Гвиана, Еквадор, Колумбия, Мексико, Никарагуа, Панама, Парагвай, Перу, Суринам, Уругвай и Хондурас.